# 花岗园蛛
花岗园蛛（学名：Araneus marmoreus）为园蛛科园蛛属的动物。分布于欧洲、日本以及中国大陆的河北、新疆、山西、内蒙古等地，一般栖息于灌木丛。其生存的海拔范围为470至2700米。雌性腹部很像是橙色的南瓜。